# Willi Ulmer
Willi Ulmer (* 1912 oder 1913; † 6. Juli 1978 in Heilbronn) war ein deutscher Architekt.

## Leben und Wirken

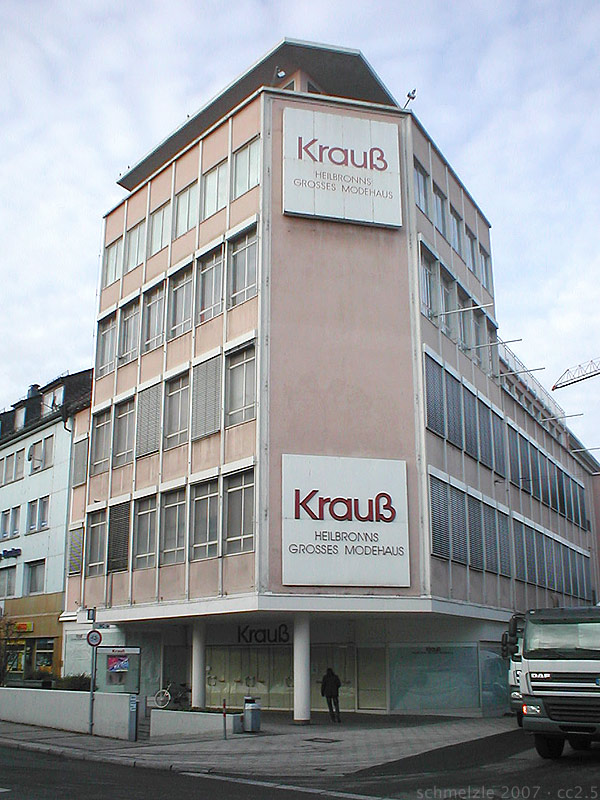
Moderne Architektur:
Kaufhaus Barthel von Willi Ulmer & Mühleisen

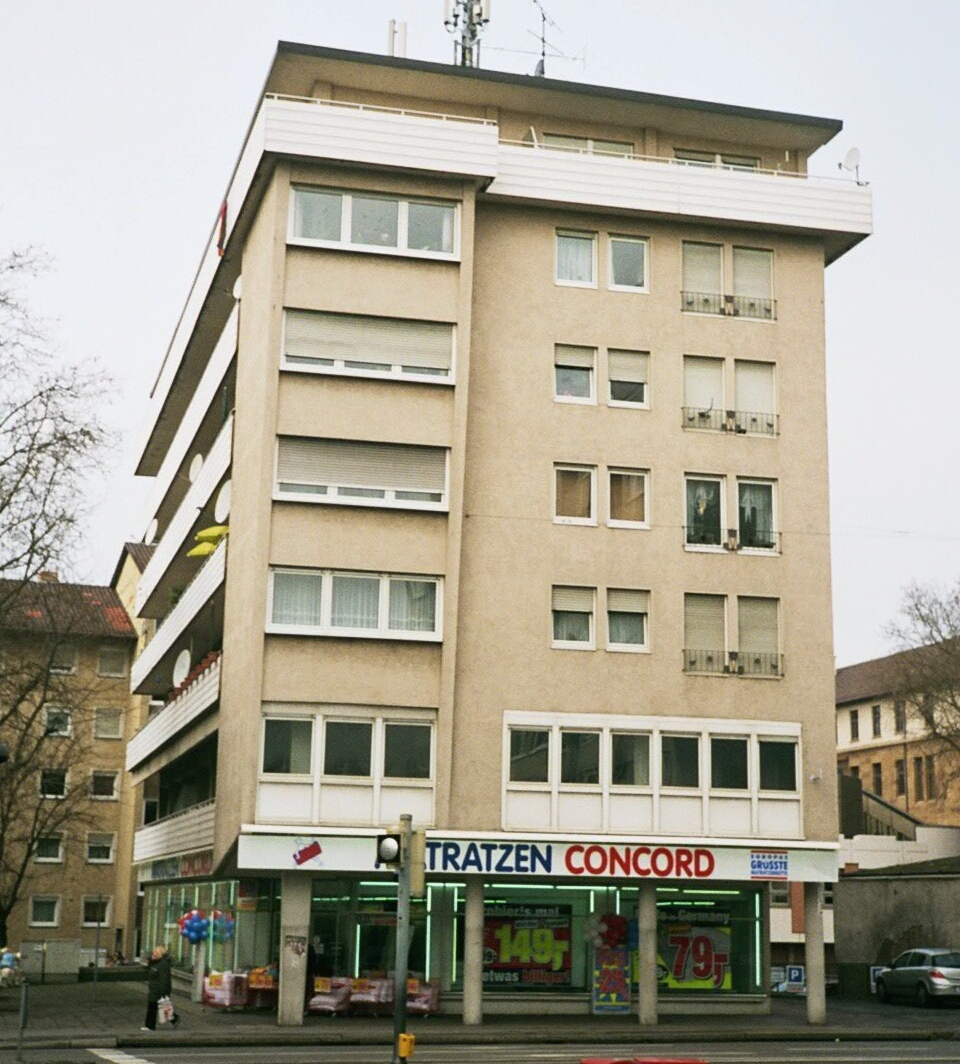
Moderne Architektur:
Gebäude von Willi Ulmer & Mühleisen

Jahrelang war Ulmer „mit dem Heilbronner Handwerk“ verbunden, so leitete er den Umbau des Hauses des Handwerks in Heilbronn. In einem Artikel der Heilbronner Stimme wird dieser Umbau des Hauses des Handwerks lobend erwähnt:

Auch das Kaufhaus Barthel wurde im Jahre 1953 nach seinen Plänen als ein „hohes, schlankes, fünfstöckiges Kaufhausgebäude mit aufgesetzter Terrasse“ errichtet, womit sie „am östlichen Rand der Altstadt Heilbronns Akzente“ gesetzt hatten. Das Gebäude wird folgendermaßen beschrieben:

„Mit seiner Schmalseite zum Kiliansplatz hin teilt das Haus Klara- und Kilianstraße wie ein Schiffsbug, die seitlichen Fassaden sind durchfenstert. Die fensterlose Seite erhält eine Eckabschrägung und schließt den Komplex so zur Allee hin ab.“

 Weiterhin  wurde im Jahre 1960 ein hohes Gebäude Ecke Mannheimer-/Paulinenstraße nach Plänen von Ulmer errichtet: 

„ Auch in Heilbronn entstanden von 1950 bis 1965 Gebäude, die mit ihrer kühl-modernen Sprache das neue Bild der Stadt bestimmten:[...] Der Architekt Willi Ulmer schuf 1960 am nördlichen Ende der Innenstadt (an der Mannheimer Straße 2) ein in Aufriss und Ansicht spannungsgeladenes Hochhaus.“

 Weiterhin erfolgte auch der Umbau des Schulungsgebäudes der Handwerkskammer nach seinen Plänen. Er verstarb am 6. Juli 1978 im Alter von 65 Jahren.